# Văratec, Suceava
Văratec este o localitate componentă a orașului Salcea din județul Suceava, Moldova, România. Se află în nordul României,în județul Suceava, așezat în Podișul Dragomirnei, subunitate a Podișului Sucevei, într-o regiune climatică corespunzătoare dealurilor joase, la care se adaugă influențe scandinavo- balcanice. Localitatea se găsește la aproximativ 20 km de municipiul reședință de județ: SUCEAVA. Din 1963 satul Văratec intră în componența comunei Salcea, având acest statut până în 2003, când a devenit localitate componentă a orașului.
Satul Văratec este limitat de vecinii: Verești (la sud), Prelipca (la vest), Dumbrăveni (la est) și Salcea (la nord).

## Istorie
- În urmă cu vreo trei-generații,adică la începutul secolului XVIII ,bătrânii satului Văratec povesteau,în felul lor,despre întemeierea satului și despre originea numelui următoarele: “ Pe locul lui, a fost codru. Cel dintâi așezat aici a fost Simion Bucșă. El și-a durat casă din lemnul tăiat de pe loc, pe costișa pârâului, unde e, astăzi, casa orfanilor Gheorghe I. Gherasim. Simion Bucșă a făcut pomană în mijlocul pădurii, în jurul casei lui. Vitele sătenilor din Dumbrăveni apropiați, umblând, în timpul verii, la pășune în pădure, se furișau în acest loc, unde era răcoare, apă, pe coasta pârâului. Aici stăteau la staniște. Numai aici știau sătenii din Dumbrăveni că le găseau în timpul verii. Și, de întreba cineva unde le-a aflat, spuneau: La Văratec. De unde a și rămas numele acestui sătișor” ( Preotul Neculai Filip, “30 de ani în parohia Văratec”, Botoșani, 1911).

- Legenda rămăne legendă, dar o fărâmă de adevăr tot cuprinde în ea. Ceea ce știm cu precizie este că, la Văratec, s-a ridicat biserică, în anii 1795-1797, prin stăruința preotului Pavel ot Drăgoiești, iar pe spatele icoanelor dăruite bisericii încă se mai află numele unor credincioși. În 1830,satul Văratec avea,conform unei hărți întocmite de  C.C. Giurescu pentru lucrarea sa „Principatele române la începutul secolului XIX”, 44 gospodării
- Conform recensământului din 2011 localitatea are 1563 de locuitori stabili, peste 60% fiind creștini ortodocși iar restul neoprotestanți.

 Acest articol despre o localitate din județul Suceava este deocamdată un ciot. Puteți ajuta Wikipedia prin completarea lui.